# سونیک فرانتیرز
سونیک فرانتیرز یا مرزهای سونیک (انگلیسی: Sonic Frontiers) یک بازی ویدئویی به سبک سکوبازی و اکشن-ماجراجوییاست که توسط سونیک تیم توسعه یافته و توسط سگا در نوامبر ۲۰۲۲، برای پلتفرم‌های نینتندو سوئیچ، پلی‌استیشن ۴، پلی‌استیشن ۵، مایکروسافت ویندوز، ایکس‌باکس وان، و ایکس‌باکس سری اکس/اس منتشر شده‌است.

## پی‌رنگ
دکتر اگمن با تکنولوژی‌هایش قدرت را به دست گرفته و دوستان سونیک را دستگیر کرده است. سونیک تلاش می‌کند تا ضمن آزاد سازی دوستانش جلوی دکتر اگمن را بگیرد.